# Вулиця Довбуша (Львів)
Вулиця Олекси Довбуша — вулиця у Личаківському районі міста Львова, у місцевості Кайзервальд. Початок вулиця бере від вулиці Максима Кривоноса та прямує на схід до регіонального ландшафтного парку «Знесіння». Прилучається вулиця Барвінських.

## Історія
У 1599 році у місті сталась велика епідемія чуми, померло багато дітей. Їх поховали біля гори Лева. На початку XVII століття поблизу цього цвинтаря, під Змієвою горою, спорудили костел святого Войцеха. 1667 року між горами Лева та Змієвою (Вовчою) до костелу прокладена дорога, яка отримала назву — вулиця святого Войцеха. На часі німецької окупації Львова у 1943—1944 роках — Альбрехтґассе. У липні 1944 року повернена передвоєнна назва вулиці — святого Войцеха. Від жовтня 1945 року епізодично мала назву — вулиця Львівська і того ж року вдруге повернена передвоєнна назва вулиці. Сучасна назва — з 1946 року, на честь ватажка карпатських опришків Олекси Довбуша.

## Забудова
Вулиця Довбуша на зламі тисячоліть є дивною еклектикою найрізноманітніших архітектурних стилів. Тут є будівлі й кінця XIX століття: на фасаді двоповерхового будинку № 6б зазначено дату — 1897 рік. Є зразки і польського міжвоєнного конструктивізму, і сталінської архітектури 1950-х років — триповерховий будинок № 11, віддалений від вулиці вглиб зелених насаджень, який імовірно був призначений для тодішньої радянської партійної еліти, оскільки біля нього є залишки бомбосховища.
Будинок № 7а — зразок «хрущовського ренесансу» 1960-х років, а житловий комплекс будинку № 1 — радянського конструктивізму 1970-х років. Також присутні й втілення експериментальних радянських проєктів 1970-х та будівлі 1980-х років, і нарешті, позбавлена смаку елітна забудова часів Незалежності. У наріжній кам'яниці під № 2 на початку XX століття було помешкання судді Зенона Осипа Шухевича, де 30 червня 1907 року народився майбутній головнокомандувач УПА Роман Шухевич. 3 грудня 2007 року на фасаді будинку встановлено меморіальну таблицю (скульптор Юліан Савко).
В будинку під № 20 міститься львівський дошкільний навчальний заклад ясла-садок № 12 «Золотий півник», збудований львівським ВО «Алмазінструмент» у 1980 році та розрахований на 92 місця. На підставі рішення № 601 виконавчого комітету Львівської міської ради депутатів трудящих від 31 грудня 1980 року навчальна установа передана на баланс міського відділу народної освіти. Нині — дошкільний навчальний заклад ясла-садок № 12 Львівської міської ради.
Під № 24, розташована пам'ятка архітектури — ансамбль колишнього костелу святого Войцеха. Костел, споруджений 1607 року польським архітектором Павлом Римлянином у стилі львівського ренесансу. Тоді ж зведена двоповерхова дерев'яна монастирська будівля з бурсою. 1702 року дерев'яну монастирську будівлю замінили мурованою. 1704 року тут перебував штаб шведського короля Карла XII, що керував штурмом Львова під час Великої Північної війни 1700—1721 років. У XVIII столітті костел належав Отцям Місіонерам, які відкрили тут духовну семінарію. Під час касаційних реформ австрійського уряду у 1784 році костел був закритий, монастир — ліквідований. Приміщення монастиря перетворили на Цісарсько-королівський пороховий склад № 3. 23 квітня 1897 року, у 900-у річницю смерті святого Войцеха, костел повернули громаді, відреставрували та освятили. Монастирські приміщення пристосували під бурсу для студентів Львівської латинської семінарії.
Після другої світової війни в приміщеннях костелу та монастиря розмістилася військова частина, яка перебувала тут до початку 1990-х років. Тоді зменшили вікна, замурувавши нижні частини. Постановою виконавчого комітету львівської обласної Ради народних депутатів № 393 від 22 листопада 1988 року костел внесений до Реєстру пам'яток архітектури місцевого значення під охоронним № 903-м. 1993 року костел з монастирськими приміщеннями передали згромадженню Воїнства Христового. 8 вересня 1996 року, після відновлення, костел освятили як храм Святого Йосафата та всіх українських мучеників УГКЦ, яких відображає стінопис, виконаний у 2002 році чеською маляркою Мілою Міною. У відновлених монастирських приміщеннях оселилися монахи згромадження Воїнства Христового.
В кінці вулиці на території регіонального ландшафтного парку «Знесіння» розташована «Домівка врятованих тварин», створена ГО «Екозахист» Ореста Залипського у 2018 році. «Домівка врятованих тварин» також має адресу — вул. Довбуша, 24. Спочатку була відкрита на волонтерських засадах. Згодом Орест Залипський перейшов працювати в РЛП «Знесіння», і вже спільно з керівництвом парку, зокрема, з директоркою парку Уляною Тарас створили зоологічний відділ. Штат відділу складається з п'яти осіб — керівник зоологічного відділу, орнітолог, спеціаліст та двоє технічних працівників. Нині у притулку перебуває близько 250 тваринок. У Домівці проводиться чимало просвітницьких заходів — різноманітні благодійні ярмарки, аукціони, на яких збираються львів'яни.

## Відомі мешканці
- Антоневич Микола — історик, громадський діяч, український політик москвофільського спрямування. Депутат імператорського райхсрату Австро-Угорщини (1873—1879) та посол 4-х каденцій Галицького сейму[21]. Мешкав в будинку на вул. Святого Войцеха, 2[22].